# IC 4581
IC 4581 је спирална галаксија у сазвјежђу Сјеверна круна која се налази на листи објеката дубоког неба у Индекс каталогу.
Деклинација објекта је + 28° 16' 36" а ректасцензија 15h 44m 1,4s. Привидна величина (магнитуда) објекта IC 4581 износи 14,4 а фотографска магнитуда 15,1. IC 4581 је још познат и под ознакама MCG 5-37-19, CGCG 166-46, PGC 55893.